# The Way I Am
The Way I Am är även en låt med Eminem.
The Way I Am, ett musikalbum av Ana Johnsson, släppt den 15 september 2004 av Bonnier Music.

## Låtlista
1. We Are
2. Don't Cry For Pain
3. The Way I Am
4. I'm Stupid
5. Life
6. 6 Feet Under
7. Coz I Can
8. Crest of the Wave
9. L.A.
10. Now It's Gone
11. Here I Go Again

## Äldre låtlista
Albumet släpptes tidigare i Sverige med en annan ordning på låtarna innan låten We Are blev internationellt känd:
1. Coz I Can
2. L.A.
3. Crest Of The Way
4. I'm Stupid
5. The Way I Am
6. Here I Go Again
7. We Are
8. Life
9. Don't Cry For Pain
10. Now It's Gone
11. 6 Feet Under